# 巴黎中国文化中心
巴黎中国文化中心（法語：Centre Culturel de Chine à Paris），位于法国首都巴黎的一座中国文化中心，2002年11月29日成立，是中華人民共和国政府派驻到巴黎的文化推广机构。

## 历史
2001年4月19日，时任国务院副总理李岚清访问法国，与时任法国外交部长韦德里纳共同签署了《中法互建文化中心的谅解备忘录》，将各自文化中心的所在地确定在对方首都。2002年11月，中法两国在巴黎签署《关于设立文化中心及其地位的协议》。2002年11月29日，巴黎中国文化中心在巴黎塞纳河左岸的孟德斯鸠公馆宣布正式成立，李岚清亲自为之揭牌。是在欧洲开设的第一家中国文化中心 。2017年，巴黎中国文化中心加入驻法外国文化中心联盟，开始与其他国家驻法国的文化中心联合举办活动。

## 设施
巴黎中国文化中心建筑面积约四千平方米，由老楼、新楼两栋建筑及楼间庭院组成。老楼建筑面积1700平方米，是一座石构建筑，属法国文化遗产保护的古典建筑，原为19世纪法国伯爵孟德斯鸠·弗桑萨克的私宅，是1858年为其两个儿子建造的两栋姐妹楼之一，右邻另一座现为法国市长协会，老楼由上下四层构成，内设有600平方米展览厅及行政办公场地。新楼面积达4000平方米，设有展厅、画廊、图书馆、书库、语言教室及多媒体功能厅，图书馆内可查阅有关中国的图书、刊物、光盘、磁带等，多媒体功能厅设有160个座位，每周六下午免费放映配有法语字幕的中国影片。庭院为故宫六角半亭为主体的中式园林，2014年中心庭院安设了中国美术馆馆长吴为山的雕塑《老子问道于孔子》。

## 活动
该中心在平时会不间断地举办演出、展览、讲座、研讨会、电影放映等文化活动，逢春节、端午节、中秋节等中国传统节日还会组织内容丰富的系列活动；曾与法国文化机构合作举办“法国中国电影节”、“巴黎中国曲艺节”等活动。每年会与中国不同的省市合作，展示中国不同地域的人文特色风貌。该中心还开展汉语、 音乐、书法、绘画、茶艺及中医养生等教学与培训活动，并举办学员开放日、汉语之夜、摄影展、电影放映、戏曲培训班等交流活动，并定期邀请中法各界名人、专家学者进行研讨、交流。

## 位置及开发时间
该中心的地址为巴黎第七区莫布尔大道（Boulevard de la Tour-Maubourg）1号，位于巴黎第七区莫布尔大道与奥赛堤岸路的交口处，左侧与荣军院相邻，右侧可眺望埃菲尔铁塔，后方是塞纳河，与大皇宫、小皇宮隔河相望。
巴黎中国文化中心每星期星期一至星期五的10:00至12:30，14:00至18:00，星期六9:30至18:00对外开放，但学校放假期间星期六闭馆，星期日、法定节假日闭馆。

## 荣誉
2013年9月5日，巴黎中国文化中心在国家新闻出版广电总局电影局主办的第十七届“北京放映”暨“中国电影国际传播突出贡献”表彰晚会上获得中国电影国际传播突出贡献奖。
2015年11月25日，法国巴黎中国文化中心主任殷福获得法国政府颁发的艺术与文学骑士勋章。该勋章旨在表彰他在担任巴黎中国文化中心主任期间为中法两国文化交流所作出的贡献和努力。